# 恩錢特丘陵 (加利福尼亞州)
恩錢特丘陵（英語：Enchanted Hills）是位於美國加利福尼亞州納帕縣的一個非建制地區。該地的面積和人口皆未知。

## 地理
恩錢特丘陵的座標為38°22′59″N 122°25′34″W / 38.38306°N 122.42611°W，而該地的平均海拔高度為327米（即1073英尺）。